# 叶秀林
叶秀林（1927年—），男，福建福州人，中国有机化学家，曾任北京大学化学系教授、博士生导师。